# 발레화

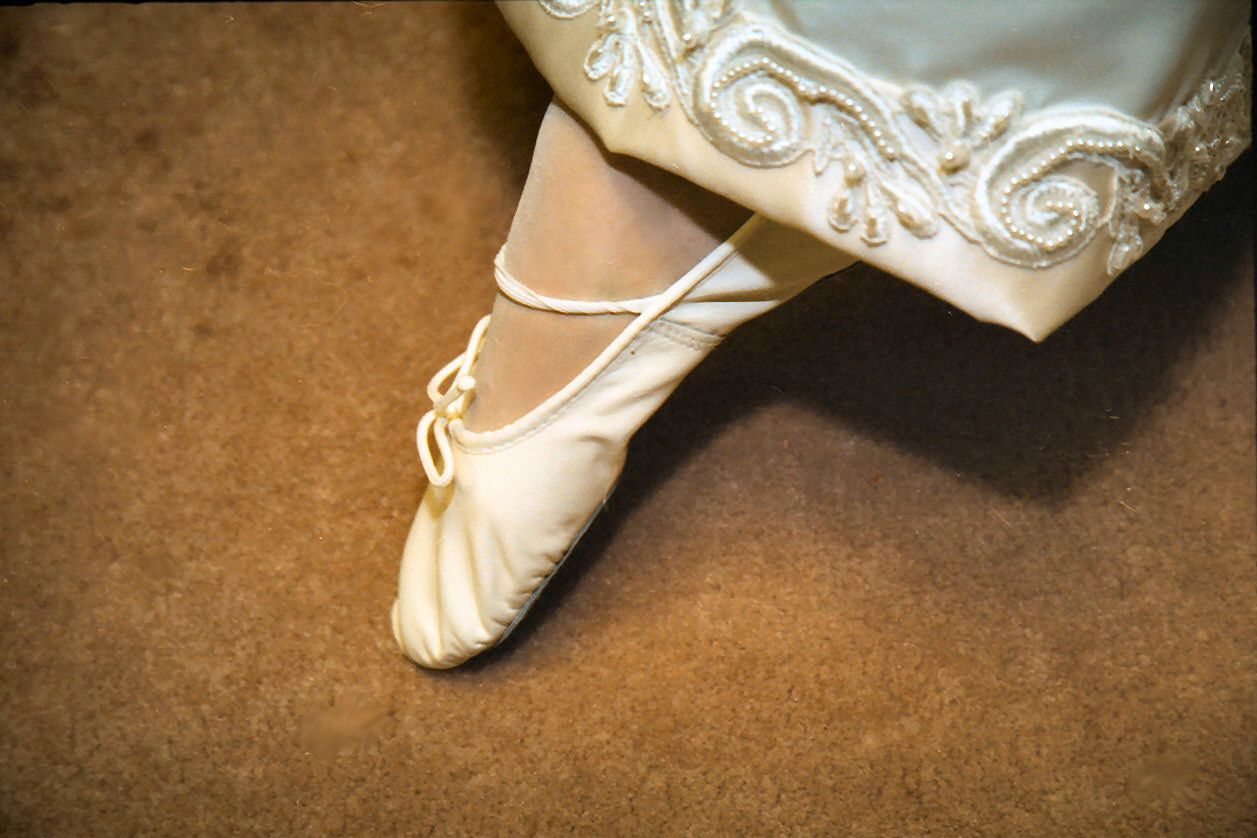
발레화

발레화(-靴)는 발레를 할 때 신는 신발이다.

## 발레 슈즈
주로 클래스 시간에 신는 편하고 굽이 없는 신발로 천이나 가죽으로 만들고 가죽 밑창을 덧대었다. 발레를 처음 배우기 시작할 때는 이 슈즈를 신으며, 어느 정도 신체 훈련이 된 후 신는 포인트슈즈와는 다르다.

## 포인트 슈즈
무대 위에서 신는 신발로 우리나라에는 토슈즈로도 알려져있다.

## 캐릭터 슈즈
캐릭터 댄스와 같이 특수한 배역에 따라 무대 위에서 포인트 슈즈 대신 신는다.

## 플랫 슈즈
발레화에서 영감을 받아 탄생한 신발이다.

## 같이 보기
- 푸앵트 슈즈
- 풋웨어
- 발레